# Uładzimir Samsonau
Uładzimir Samsonau, biał. Уладзімір Віктаравіч Самсонаў, Uładzimir Wiktarawicz Samsonau, ros. Władimir Samsonow (ur. 17 kwietnia 1976 w Mińsku) – białoruski tenisista stołowy. Zawodnik Gazprom Fakel Orenburg

## Osiągnięcia
- 2-krotny srebrny medalista Mistrzostw Europy w grze pojedynczej w 2007 i w 2008
- 3-krotny Mistrz Europy w grze pojedynczej w 1998 2003 i w 2005
- 3-krotny zwycięzca Pucharu Świata w 1999, 2001 i 2009
- 4-krotny srebrny medalista turnieju Europa TOP 12 w 1997, 2002, 2003 i w 2005
- 4-krotny zwycięzca turnieju Europa TOP 12 w 1998, 1999, 2001 i w 2007
- 2.miejsce w turnieju Singapore Open w 2008
- 1.miejsce w turnieju Stag Belarus Open w grze pojedynczej mężczyzn w 2008
- 1.miejsce w turnieju Bogoria Grodzisk Cup w 2008
- Zajęcie 2. miejsce w rozgrywkach Ligi Mistrzów z zespołem Royal Villete Charleroi w 2008
- 2. miejsce w turnieju superpuchar europy w 2007
- Srebrny medalista Mistrzostw Europy w grze pojedynczej w 2006
- Srebrny medalista Mistrzostw Europy w grze podwójnej w parze z Kalinikosem Kreangą w 2005
- 2-krotny Mistrz Europy w mikście) w 1996 i 1998
- Zwycięzca finałów ITTF Pro Tour w grze pojedynczej w 1997
- Srebrny medalista Mistrzostw Europy w grze pojedynczej w 1995
- 1. miejsce w turnieju European Masters Cup w 1996
- Brązowy medalista Mistrzostw Europy w grze podwójnej w 1994
- 2-krotny mistrz Europy Juniorów w 1992 i 1993
- Srebrny medalista Mistrzostw Europy Kadetów w grze pojedynczej w 1990
- Mistrz Europy Kadetów w grze pojedynczej w 1989
- 15-krotny zwycięzca zawodów z cyklu ITTF Pro Tour w grze pojedynczej
- Wielokrotny zwycięzca Ligi Mistrzów z klubem Royal Villete Charleroi
- Wielokrotny mistrz Białorusi w grze pojedynczej